# Anton Stipančić
Anton Stipančić (Duga Resa, 18 mei 1949 - Zagreb, 20 november 1991) was een Joegoslavisch tafeltennisser. Hij werd in 1979 wereldkampioen dubbelspel samen met Dragutin Šurbek. De Joegoslaaf won in 1972 de Europa Top-12 en was in 1971 en 1975 verliezend finalist.

## Biografisch
Stipančić was een linkshandige speler die met name op top- en sidespin-ballen vertrouwde. Hij leek in 1975 af te stevenen op de wereldtitel enkelspel, toen hij in de WK-finale met 2-0 in games voorkwam tegen de Hongaar István Jónyer. Die won vervolgens alsnog met 2-3. De Joegoslaaf kwam uit op in totaal negen wereldkampioenschappen, waarin hij zilveren medailles won in zowel het enkel- als het dubbelspel 1975 (met Dragutin Šurbek), het toernooi voor landenteams 1975 en het gemengd dubbel 1971 (met Maria Alexandru). Hij speelde zeven EK's.
Het wereldkampioenschap van 1975 was niet de enige grote titel die Jónyer voor de neus van Stipančić wegkaapte, want in 1971 verloor hij al eens van de Hongaar in een Europa Top-12 finale. Een jaar later na een finale tegen Stellan Bengtsson was de titel wel de zijne. In 1973 voegde Stipančić een bronzen medaille aan zijn totaal toe, waarna hij twee jaar later wederom een finale verloor, ditmaal van Kjell Johansson.
Stipančić stierf in 1991 aan de gevolgen van een hartaanval.

## Erelijst
Belangrijkste resultaten:
- Wereldkampioen dubbelspel 1979 (met Dragutin Šurbek)
- Zilver WK enkelspel 1975
- Zilver WK gemengd dubbelspel 1971 (met Maria Alexandru)
- Zilver WK-landenteams 1975
- Winnaar Europa Top-12 in 1972
- Europees kampioen dubbelspel 1968 (met Edvard Vecko) en 1970 (met Dragutin Šurbek)
- Europees kampioen gemengd dubbel 1976 (met Eržebet Palatinuš)
- Europees kampioen landenteams 1976 (met Joegoslavië)
- Winnaar Balkan kampioenschappen enkelspel 1975
- Winnaar Balkan kampioenschappen dubbelspel 1968, 1975, 1978 en 1979